# Arley (Alabama)
|  | Dieser Artikel wurde aufgrund von inhaltlichen Mängeln auf der Qualitätssicherungsseite des Projektes USA eingetragen. Hilf mit, die Qualität dieses Artikels auf ein akzeptables Niveau zu bringen, und beteilige dich an der Diskussion! Eine nähere Beschreibung der zu behebenden Mängel fehlt. |

Arley ist ein Ort im Winston County im US-amerikanischen Bundesstaat Alabama. Das U.S. Census Bureau hat bei der Volkszählung 2020 eine Einwohnerzahl von 330 ermittelt.

## Geographie
Arley liegt im Nordwesten Alabamas im Süden der Vereinigten Staaten. Weite Teile des Stadtgebietes liegen innerhalb des William B. Bankhead National Forest. Außerdem ist die Stadt umgeben vom Lewis Smith Lake.
Nahegelegene Orte sind unter anderem Addison (7 km nördlich), Double Springs (18 km nordwestlich), Bremen (23 km südöstlich) und Good Hope (28 km östlich). Die nächste größere Stadt ist mit 170.000 Einwohnern das etwa 70 Kilometer nordöstlich entfernt gelegene Huntsville.

## Verkehr
Etwa 8 Kilometer örtlich der Stadt verlaufen auf phasenweise gemeinsamer Trasse der U.S. Highway 278 sowie die Alabama State Route 74. 27 Kilometer südwestlich der Stadt verläuft außerdem der Interstate 22.

## Demographie
Nach der Volkszählung aus dem Jahr 2000 hatte Arkley 290 Einwohner, die sich auf 123 Haushalte verteilten. Die Bevölkerungsdichte beträgt 44 Einwohner/km². 99,31 % der Bevölkerung sind weiß. In 22 % der Haushalte leben Kinder unter 18 Jahren. 15,4 % der Bevölkerung leben unter der Armutsgrenze.

## Söhne und Töchter der Stadt
- Hoyt Johnson (1935–1989), Country- und Rockabilly-Musiker